# Тоні Гіллерман
Тоні Гіллерман (англ. Anthony Grove Hillerman) — американський письменник детективного жанру, автор науково-дослідницьких творів. Найбільш відомий своїми детективними романами з головними персонажами — офіцерами поліції народу навахо (Navajo Nation Police) Джо Ліфорном та Джимом Чі. Кілька його творів отримали престижні літературні премії, були адаптовані як театральні вистави та телевізійні фільми.

## Біографія
Народився в Секред-Гарт, Поттаватомі, штат Оклахома, в родині фермера та власника крамниці Августа Альфреда Гіллермана та його дружини Люсі Гроув. Був молодшим із трьох дітей і другим сином. Його бабуся і дідусь по батьковій лінії народилися в Німеччині, а бабуся і дідусь по материнській лінії — в Англії. Тоні виріс, відвідуючи початкову та середню школу разом з індіанськими дітьми народу Потаватомі (Potawatomi).
Джеффрі Герлігі стверджує, що це минуле уможливило «суттєво відмінне зображення корінних американців у його творах» порівняно з іншими авторами його часу. «Коли всі виростали індіанцями, — сказав Гіллерман про своє дитинство, — у вас не було „ми і вони“».
Тоні був учасником Другої світової війни, з серпня 1943 по жовтень 1945 року служив мінометником у 103-й піхотній дивізії на європейському театрі дій. Отримав Срібну зірку, Бронзову зірку та Пурпурове серце. Поранений  у 1945 році — переломи ніг, стопи, щиколотки, опіки обличчя та тимчасову сліпоту.
Під час навчання в Університеті Оклахоми після війни зустрів Марі Унцнер, студентку, яка навчалась на мікробіолога. Вони одружилися, в них народилася одна дитина, а ще п'ятьох вони усиновили.
З 1948 по 1962 рік Гіллерман працював журналістом у різних журналістських різновидах. У 1952 році переїхав до Санта-Фе, Нью-Мексико. У 1966 році перевіз свою родину до Альбукерке, де отримав ступінь магістра в Університеті Нью-Мексико. Викладав журналістику з 1966 по 1987 рік у цьому університеті, а також почав писати романи. Жив там зі своєю дружиною Марі до своєї смерті в 2008 році. Вони були в шлюбі 60 років і мали 10 онуків.
Помер 26 жовтня 2008 року в Альбукерке від дихальної недостатності у віці 83 років (до цього переніс два серцевих напади й операції з приводу раку передміхурової залози та жовчного міхура) і був похований на Національному кладовищі Санта-Фе (Santa Fe National Cemetery).

## Творчість
Автор багатьох бестселерів, у 1996 році він займав 22 місце серед найбагатших людей Нью-Мексико. Написав 18 книг із серії про поліцію народу навахо. Всього у його доробку понад 30 книг, серед яких мемуари та книги про Південний Захід, його красу та історію. Отримані ним літературні нагороди були присуджені за його книги про поліцію народу навахо. Книги Гіллермана перекладено вісьмома мовами, серед яких датська та японська.
Твори Гіллермана відомі культурними деталями, які він надає про своїх персонажів: хопі, зуні, європейських поселенців, федеральних агентів і особливо про поліцію навахо. Ці твори в науково-дослідницькій та художній літературі відображають його цінування природних чудес південного заходу Америки та корінного населення, зокрема навахо. Дія його романів розгортаються в районі «Чотири кути» Нью-Мексико й Аризони, іноді у Колорадо та Юті, з рідкісними епізодами у Вашингтоні, округ Колумбія, Лос-Анджелесі та Нью-Йорку. Головні герої — Джо Ліфорн і Джим Чі з поліції навахо. Лейтенант Ліфорн з'явився у першому романі Гіллермана «Благословенний шлях» (1970), сержант Джим Чі — у четвертому романі «Люди темряви». Вони вперше працювали разом у сьомому романі «Шкіряні ходунки», який вважається проривним романом Гіллермана, з явним збільшенням продажів завдяки спільній роботі двох поліцейських.
Гіллерман неодноразово визнавав своє захоплення більш ранньою серією детективних романів, які написав австралійський письменник британського походження Артур Апфілд, дія яких відбувається серед австралійських аборигенів у віддалених пустельних регіонах тропічної та субтропічної Австралії. Романи Апфілда були вперше опубліковані в 1928 році, в них головним персонажем був напівєвропеєць, напіваборигенний австралійський детектив-інспектор Наполеон (Боні) Бонапарт. Боні працював із глибоким розумінням традицій аборигенів. Персонаж був заснований на досягненнях аборигена, відомого як Трекер Леон, якого Апфілд зустрів під час свого життя в австралійському буші. Гіллерман обговорював своє захоплення Апфілдом у багатьох інтерв'ю та у своїй передмові до посмертного перевидання 1984 року «Викрадення короля» Апфілда. У вступі він описав привабливість описів у кримінальних романах Апфілда, як суворих районів глибинки, так і «людей, які якимось чином там вижили». «Коли мій власний Джим Чі з племінної поліції навахо розгадує таємницю, тому що він розуміє звичаї свого народу, коли він читає знаки на піщаному дні резервації Арройо, він йде по слідах, які Боні зробив 50 років тому».
Він також згадав Еріка Емблера, Ґрема Ґріна та Реймонда Чандлера як авторів, які вплинули на нього під час написання романів про Ліфорна і Чі.
В інтерв'ю, опублікованому в газеті Le Monde 2006 року, Гіллерман сказав, що його ім'я мовою навахо означає «той, хто боїться свого коня».

## Твори

### Романи з Джо Ліфорном і Джимом Чі
- The Blessing Way (Благословенний шлях) (1970)
- Dance Hall of the Dead (Танцзала мертвих) (1973) (отримав премію Едгара По)
- Listening Woman (Жінка, яка слухає) (1978)
- People of Darkness (Люди темряви) (1980)
- The Dark Wind (Темний вітер) (1982)
- The Ghostway (Примарна дорога) (1984)
- Skinwalkers (Шкіряні ходунки) (1986) (отримав премію Ентоні)
- A Thief of Time (Викрадач часу) (1988) (отримав премію Мекавіті)
- Talking God (Бог, який розмовляє) (1989)
- Coyote Waits (Койот чекає) (1989) (отримав премію Ніро)
- Sacred Clowns (Священні клоуни) (1993)
- The Fallen Man (Занепала людина) (1997)
- The First Eagle (Перший орел) (1998)
- Hunting Badger (Полювання на борсука) (1999)
- The Wailing Wind (Вітер, який плаче) (2002)
- The Sinister Pig (Зловісна свиня) (2003)
- Skeleton Man (Людина-скелет) (2004)
- The Shape Shifter (Змінник форми) (2008)

Серію продовжила по смерті батька його дочка Анна Гіллерман.

### Інші твори
- The Fly on the Wall (Муха на стіні) (1971)
- Finding Moon (Пошук Місяця) (1982)